# Marta Jara
Marta Jara Hantke (Talca, 18 de mayo de 1919-Santiago de Chile, 21 de octubre de 1972) fue una escritora y cuentista chilena perteneciente al grupo de escritoras de la generación del 50 en las que también están Mercedes Valdivieso, Elisa Serrana, Elena Aldunate y Matilde Ladrón de Guevara, entre otras.
Hija de José Jara Letelier y de Erna Hantke Jorgensen. Es hermana del historiador Álvaro Jara. Debutó en 1949 con una serie de cuentos titulada El vaquero de Dios. Años más tarde, publicaría una de sus obras de mayor reconocimiento: Surazo que, ambientado en la isla de Chiloé, fue galardonado con el Premio Alerce en 1961 y el Premio Municipal de Literatura de Santiago en 1963.

## Obras
- El vaquero de Dios (cuentos, Santiago: Editorial Nacimiento, 1949).
- Surazo (Santiago: Editorial Zig-Zag, 1968, 1963, c1962).
- Un lugar bajo techo (México D.F.: s.n., 1972).

Antologías
- Antología del cuento chileno : selección, notas críticas, e informaciones bibliográficas (Santiago de Chile: Instituto de Literatura Chilena, Universidad de Chile, 1963).